# Raguhn-Jeßnitz
Raguhn-Jeßnitz est une commune de l'arrondissement d'Anhalt-Bitterfeld en Saxe-Anhalt, en Allemagne.

## Quartiers
| - Altjeßnitz - Hoyersdorf - Jeßnitz - Kleckewitz - Lingenau - Marke - Möst | - Niesau - Priorau - Raguhn - Retzau - Roßdorf - Schierau - Thurland - Tornau vor der Heide |

## Histoire
Raguhn-Jeßnitz a été créée le 1er janvier 2010 lors de la fusion des anciennes communes autonomes de Altjeßnitz, Jeßnitz, Marke, Raguhn, Retzau, Schierau, Thurland et Tornau vor der Heide. Cette commune appartient à l'État de Saxe-Anhalt. Ces localités étaient rattachées à l’ex-République démocratique allemande, avant la réunification allemande en 1989/1990. 
Le 2 juillet 2023, Raguhn-Jeßnitz devient la première commune allemande à élire un maire issu du parti AFD. Il s'agit de Hannes Loth, qui s'est imposé avec 51% des voix.

## Personnalités liées à la ville
- Philipp von Zesen (1619-1689), poète né à Priorau.
- Johann Gottfried Hermann (1707-1791), théologien né à Altjeßnitz.
- Hermann Conradi (1862-1890), écrivain né à Jeßnitz.